# Menhir de Parc-er-Menhir
Le menhir de Parc-er-Menhir est un menhir situé sur l'Île-d'Houat, dans le Morbihan en France.

## Historique
Il est classé au titre des monuments historiques par arrêté du 23 mai 1931.

## Description
Le menhir mesure 2,20 m de hauteur, pour une largeur à la base de 0,80 m et une épaisseur de 0,30 m. Il est légèrement incliné vers l'ouest, cette inclinaison étant déjà visible sur les photographies de Zacharie Le Rouzic datées de 1931.